# 대서양돛새치
대서양돛새치(영어: Atlantic sailfish, 학명: Istiophorus albicans 이스티오포루스 알비칸스[*])는 돛새치목 돛새치과에 속하는 물고기이다. 몸길이는 3m에 몸무게는 200kg인 대형어류에 속한다.

## 특징과 먹이
대서양돛새치는 몸의 좌우가 측면으로 되어있으며 몸의 단면은 세워놓은 계란형이다. 대서양녹새치와 혼동되기 쉬우나 엄연히 다른 종이며 대서양녹새치와 다르게 긴 몸에 높은 돗의 모양을 가진 지느러미를 가지고 있으며 등지느러미가 2개이고 제1등지느러미가 매우 크며 제1등지느러미에서도 중간의 부분이 매우 높게 솟구쳐 있다. 제1등지느러미의 기저부가 길며 제2등지느러미와 닫아 있다. 몸은 피부에 뭍힌 작은 비늘이 나있고 각각의 비늘은 1~2개의 끝이 무딘 비늘로 덮여 있다. 배지느러미는 가늘지만 길이가 길어서 거의 항문에 다다르며 극조 1개와 연조의 2개로 나뉘어 있고 복부의 홈안에 수납해서 넣을 수가 있다. 꼬리자루(미병부)에 2개의 자루가 있고 측선은 1개이며 겉으로 잘보인다. 또한 몸의 색깔은 몸의 위쪽인 등쪽이 암청색이며 그 아래의 몸은 밝은 청색과 은색으로 이뤄져 있다. 먹이는 멸치, 청어와 같은 작은 물고기와 오징어와 같은 두족류를 주로 먹는 육식성의 어류이다.

## 서식지와 어획
대서양녹새치는 이름에 걸맞게 주요한 서식지는 대서양이며 주로 북아메리카, 유럽, 남아메리카, 아프리카의 연안지대에 주로 서식하는 표해수대의 어류이다. 보통 수온약층의 따듯한 해수에서 서식하지만 더 깊은 곳에서도 발견이 되며 때로는 지중해에서도 출몰한다. 대서양녹새치는 식용으로도 사용이 가능한 어종이며 대서양 일대의 국가들에선 대서양녹새치를 잡아서 요리에 쓰기도 한다.

## 같이 보기
- 돛새치목
- 돛새치과